# Harpur (Nawalparasi)
Harpur (nep. हरपुर) – gaun wikas samiti w zachodniej części Nepalu w strefie Lumbini w dystrykcie Nawalparasi. Według nepalskiego spisu powszechnego z 2001 roku liczył on 856 gospodarstw domowych i 5508 mieszkańców (2718 kobiet i 2790 mężczyzn).